# Man, Taraneh, panzdah sal daram
Man, Taraneh, panzdah sal daram é um filme de drama iraniano de 2002 dirigido e escrito por Rasul Sadrameli. Foi selecionado como representante da Irã à edição do Oscar 2003, organizada pela Academia de Artes e Ciências Cinematográficas.

## Elenco
- Taraneh Alidoosti - Taraneh
- Hossein Mahjoub - pai
- Mahtab Nasirpour - Mrs. Kishmili
- Milad Sadrameli - Amir